# فؤاد المطیری
فؤاد المطیری (عربی: فؤاد المطيري؛ زادهٔ ۱ اوت ۱۹۸۶) یک ورزشکار اهل عربستان سعودی است.
از باشگاه‌هایی که در آن بازی کرده‌است می‌توان به باشگاه فوتبال الحزم عربستان سعودی، باشگاه فوتبال الرائد عربستان سعودی، و باشگاه فوتبال الحزم عربستان سعودی اشاره کرد.